# Joey Olivo
Joey Olivo est un boxeur américain né le 25 janvier 1958 à San Fernando, Californie.

## Carrière
Passé professionnel en 1976, il devient champion d'Amérique du Nord NABF des poids mi-mouches en 1979 mais échoue lors d'un championnat du monde WBC de la catégorie en 1981 face à Hilario Zapata. À nouveau champion NABF puis champion des États-Unis en 1984, il devient champion du monde des poids mi-mouches WBA le 29 mars 1985 aux dépens de Francisco Quiroz. Olivo perd son titre dès le combat suivant contre Yuh Myung-woo le 8 décembre 1985 et met un terme à sa carrière de boxeur en 1989 sur un bilan de 39 victoires et 8 défaites.

## Référence
1. ↑  (en) Francisco Quiroz vs. Joey Olivo (boxrec.com)